# M-11 (Spanje)

De M-11

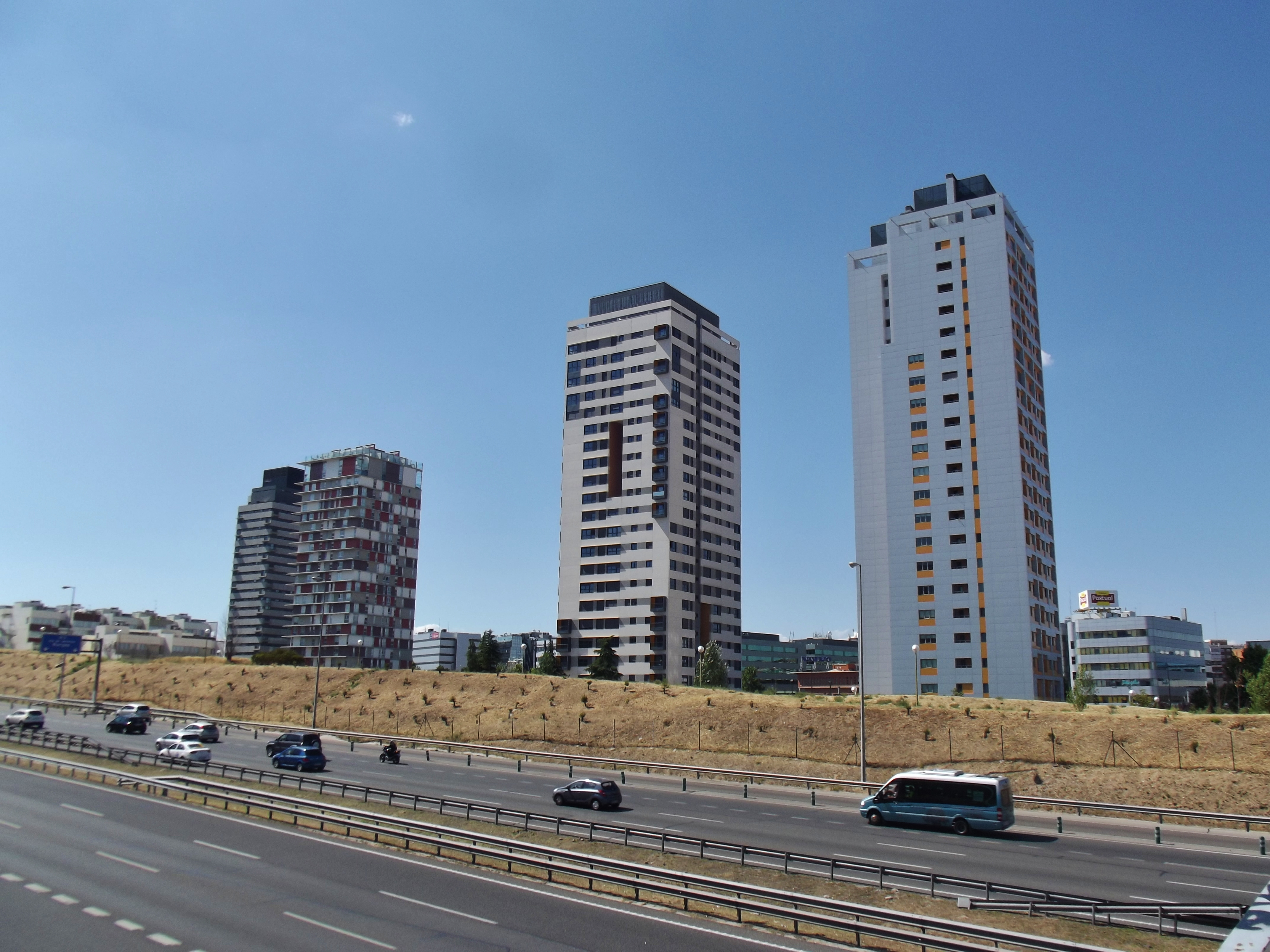
De M-11

De M-11

De M-11 is een autopista in Madrid met een lengte van 9,7 kilometer. De snelweg vormt de verbinding tussen de M-30 en de luchthaven Madrid-Barajas. De M-11 verbindt onder andere de M-30, A-1, A-2, M-607, M-12, M-13, M-14.